# انسونیک
انسونیک (انگلیسی: Ensoniq) شرکت تجهیزات موسیقی آمریکایی است، که در سال ۱۹۸۲ تأسیس شد.